# Staroboleslavský vikariát
Staroboleslavský vikariát je územní část pražské arcidiecéze. Tvoří ji 6 římskokatolických farností.

## Osoby ustanovené ve vikariátu
- P. Libor Bulín – okrskový vikář
- Mgr. Jaroslav Krajl – duchovní rádce mládeže
- Mgr. Pavel Alois Porochnavec, ECLJ – sekretář vikariátu
- Alena Schneiderová – vikariátní referentka Odboru správy pozemků[1]

## Farnosti vikariátu
| Farnost             | Správce                                        | Další duchovní ve farnosti                                                                       | Farní kostel                          | Další kostely |
| ------------------- | ---------------------------------------------- | ------------------------------------------------------------------------------------------------ | ------------------------------------- | --- |
| Benátky nad Jizerou | JCLic. Ing. Mgr. Marek Miškovský administrátor | —                                                                                                | Kostel svaté Maří Magdalény           | - Kostel Nanebevzetí Panny Marie (Benátky nad Jizerou) - Kostel Narození Panny Marie (Benátky nad Jizerou) - Kostel svatého Martina a svaté Ludmily (Dražice) - Kostel svatého Petra v okovech (Kostelní Hlavno) - Kostel svatého Jakuba Staršího (Předměřice nad Jizerou) - Kostel Všech svatých (Zdětín)                                                                                 |
| Brandýs nad Labem   | Mgr. Milan Kačaljak administrátor              | —                                                                                                | Kostel Obrácení svatého Pavla         | - Kostel svatého Bartoloměje (Dřevčice) - Kostel svatého Floriána (Lázně Toušeň) - Kostel svatého Vojtěcha (Sluhy) - Kostel svatého Prokopa (Svémyslice) - Kostel svatého Jakuba Staršího (Zápy) |
| Čelákovice          | ThLic. Sebastian Piotr Kopeć administrátor     | Mgr. Robert Čovan jáhenská služba                                                                | Kostel Nanebevzetí Panny Marie        | - Kostel svatého Bartoloměje (Mochov) - Kostel svatého Václava (Nehvizdy) - Kostel svatého Vojtěcha (Přerov nad Labem) - Kostel svaté Maří Magdalény (Semice) - Kostel svatého Havla (Vykáň) - Kostel svatého Martina (Vyšehořovice) |
| Lysá nad Labem      | Mgr. Pavel Alois Porochnavec, ECLJ farář       | Mgr. Alois Zoubek jáhenská služba                                                                | Kostel Narození svatého Jana Křtitele | - Kostel svatého Bartoloměje (Kostomlaty nad Labem) - Kostel svaté Kateřiny Alexandrijské (Milovice) |
| Nymburk             | Mgr. Jaroslav Krajl farář                      | Mgr. Jiří Dyčka Mgr. Jaroslav Václav Pekárek jáhenská služba                                     | Kostel svatého Jiljí                  | - Kostel svatého Prokopa (Budiměřice) - Kostel svatého Vavřince (Chleby) - Kostel svatého Jiří (Nymburk) - Kostel svatého Apolináře (Sadská) - Kostel svatého Petra a Pavla (Struhy) - Kostel svatého Václava (Veleliby) - Kostel svatého Petra v okovech (Velenka) - Kostel svatého Jana Křtitele (Všejany)                                                                               |
| Stará Boleslav      | J.M. can. Libor Bulín farář                    | Mgr. Pavel Stajner farní vikář P. ThDr. Gabriel Rijad Mulamuhič, Ph.D., O.Cr. výpomocný duchovní | Kostel Nanebevzetí Panny Marie        | - Kostel svatého Jana Křtitele (Dřísy) - Kostel svatého Martina (Kostelec nad Labem) - Kostel svatého Víta (Kostelec nad Labem) - Kostel Všech svatých (Kozly) - Kostel svatého Jana Křtitele (Skorkov) - Poutní kostel svatého Václava s kapitulním kostelem svatého Kosmy a Damiána (Stará Boleslav) - Kostel svatého Klementa (Stará Boleslav) - Kostel svatého Petra a Pavla (Všetaty) |